# 奧普隆蒂斯

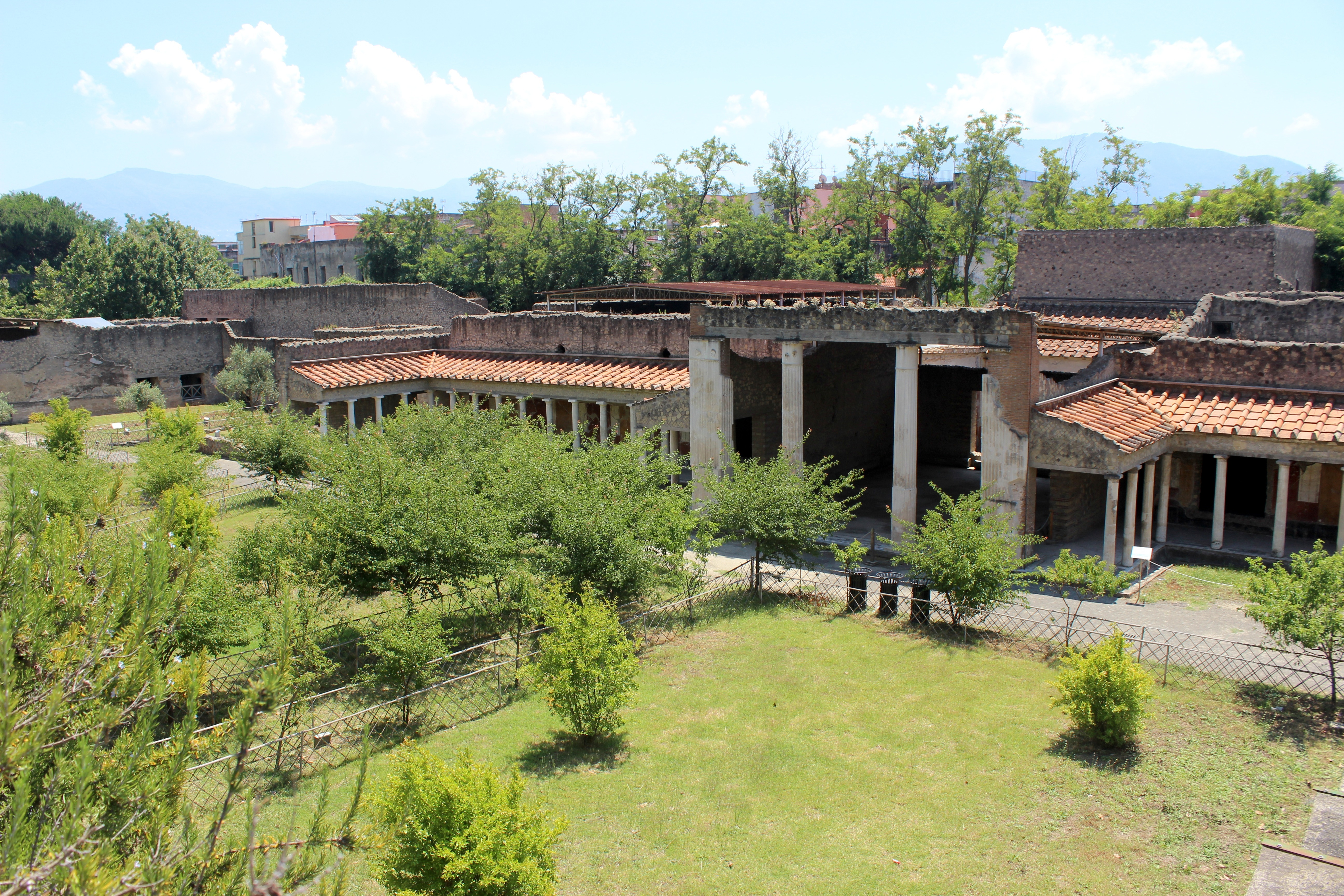

奧普隆蒂斯（Oplontis）是位於義大利南部的一個古羅馬城市，靠近龐貝。在79年8月24日的維蘇威火山大噴發中，奧普隆蒂斯被火山灰所掩埋。奧普隆蒂斯位於現在的波帕埃別墅之下，該別墅由尼祿和他的第二任妻子所有。波帕埃別墅在20世紀中期被發掘，現在對公眾開放。奧普隆蒂斯的大量文物現在保存在拿坡里國立考古博物館。